# Antennaria dioica
El pie de gato (Antennaria dioica) es una especie de plantas de la familia de las asteráceas.

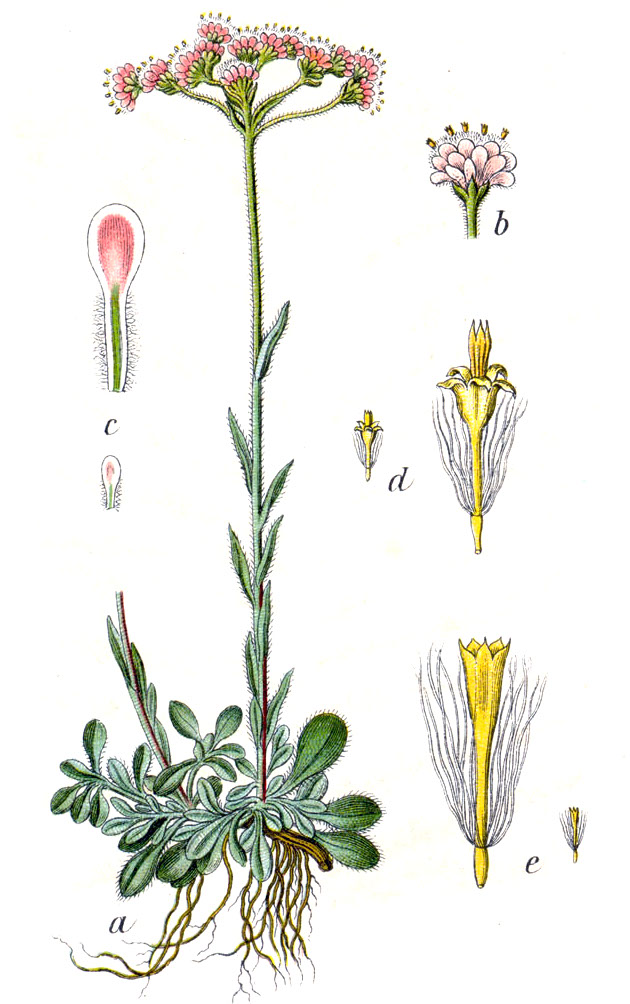
Ilustración

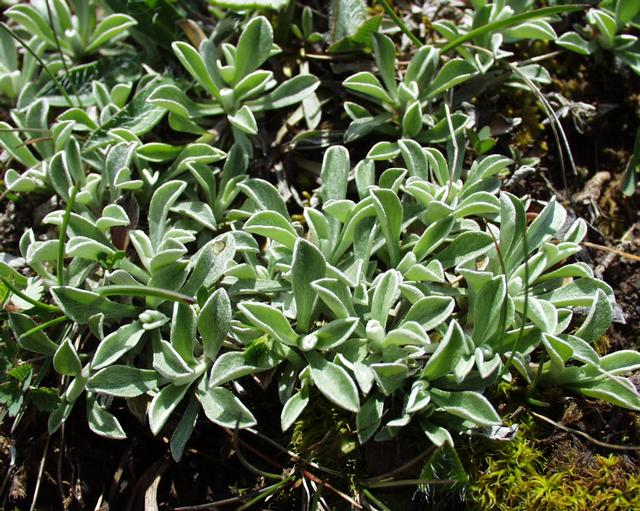
Detalle de las hojas

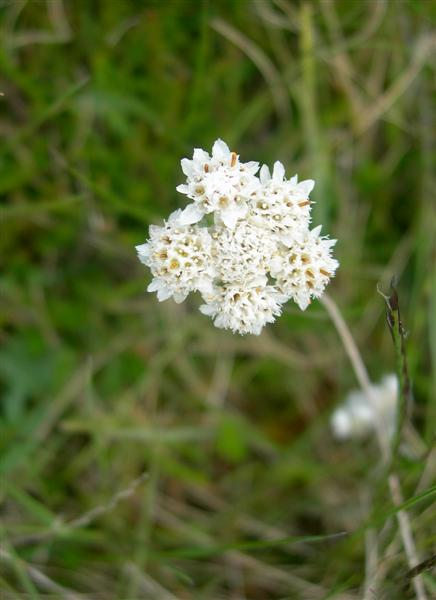
Flor

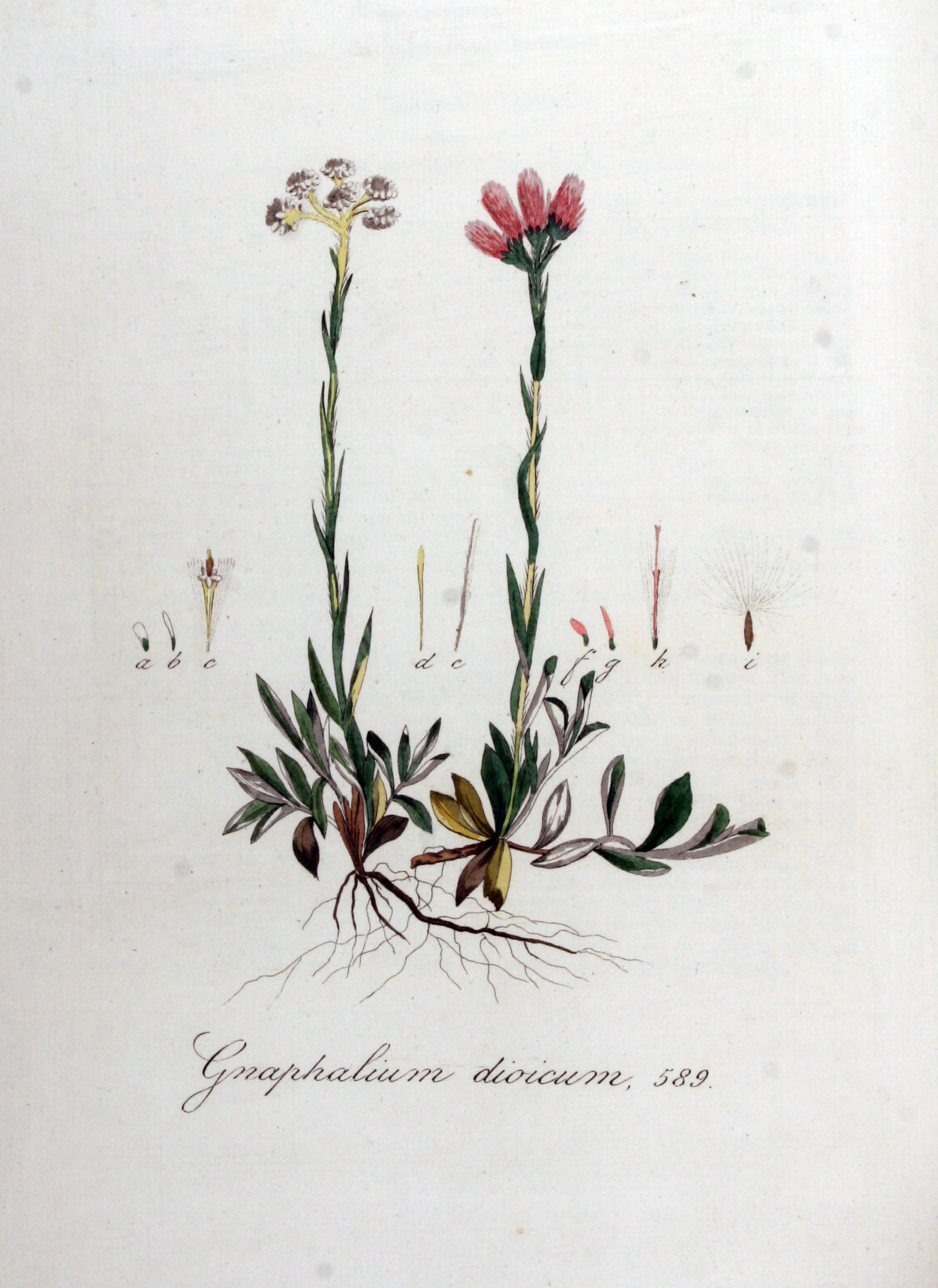
Ilustración en Flora Batava

## Descripción
Planta perenne, enmarañada, tomentosa, forma matas, con estolones radicantes y numerosas rosetas de hojas Tallos florales erectos, foliosos, de 5-20 cm, con una inflorescencia terminal densa de capítulos blanquecinos o rosáceos. Hojas basales acucharadas, tomentosas por debajo, glabras o casi en la superficie superior; hojas caulinares superiores cortas, verdes, con una punta fina: Normalmente 2-8 capítulos sentados. Brácteas involucrales en varias hileras, con la parte superior blanquecina o rosa y petaloide en flores masculinas, estrecha y rosácea en las flores femeninas. Florece en primavera.
Polinización
El pie de gato es polinizado por lepidópteros (como Coleophora pappiferella, de la familia Coleophoridae y Scrobipalpa murinella de la familia Gelechiidae, cuyas larvas se alimentan exclusivamente de Antennaria dioica. Las semillas se dispersan por el viento como La mayoría de Asteraceae.
Hábitat
Brezales, praderas secas, lugares arenosos y pedregosos en suelos ácidos.
Distribución
Toda Europa excepto Portugal, Islandia, Grecia y Turquía. También en Alaska.

## Curiosidades
Las flores en infusión se usaban para tratar problemas respiratorios.
Principios activos: contiene abundantes mucílagos, flavonoides y sales potásicas.
Indicaciones: La abundancia de mucílagos, produce un efecto demulcente y antitusivo. Los flavonoides justifican sus virtudes como colagogo enérgico, especialmente las flores frescas. Las sales potásicas son responsables de su efecto ligeramente diurético. Astringente, vulnerario, febrífugo. Está indicado para afecciones respiratorias: faringitis, bronquitis; disquinesias hepatobiliares, colecistitis; gastritis, cistitis, oliguria.
Se usa la planta entera, preferentemente los capítulos florales. Se recolecta alrededor de mayo, antes de la floración. Infusión: 30 g/l, 2-3 tazas al día.

## Taxonomía
Antennaria dioica fue descrita por (Linneo) Gaertn. y publicado en De Fructibus et Seminibus Plantarum. . . . 2(3): 410. 1791.
Etimología
Antennaria: nombre genérico que deriva de la latína antenna, a causa de la semejanza de las flores masculinas con las antenas de los insectos.
dioica: epíteto latino que significa "dioica".
Sinonimia
NOTA: Los nombres que presentan enlaces son sinónimos en otras especies: 
- Antennaria arida subsp. visci Y.Y.Nelson
- Antennaria dioica var. australis Gris
- Antennaria dioica var. borealis E.G.Camus
- Antennaria dioica var. discolor Rouy
- Antennaria dioica var. gallica E.G.Camus
- Antennaria dioica var. hyperborea (D.Don) Greene
- Antennaria dioica var. rosea Cockerell
- Antennaria foenina H.S.Pak
- Antennaria hibernica Braun-Blanq.
- Antennaria hyperborea D.Don
- Antennaria insularis Greene
- Antennaria insulensis H.S.Pak
- Antennaria montana Gray
- Antennaria nigritella H.S.Pak
- Antennaria parvifolia var. rosea (D.C.Eaton) Greene
- Antennaria zosonia H.S.Pak
- Chamaezelum dioicum Link
- Cyttarium dioicum Peterm.
- Gnaphalium alpinum
- Gnaphalium boreale Turcz. ex DC.
- Gnaphalium dioicum L. basónimo
- Gnaphalium hyberboreum Winch ex DC.
- Gnaphalium pes-cati Garsault[8]

## Nombres comunes
- Castellano: falso edelweiss, la menor vellosilla, perpetua dioica, perpetua dióica, pie de gato, pilosela con las flores purpúreas, pilosela menor.[9]

AragónCola de fuina, Hierba rasa